# 上松美香
上松 美香（あげまつ みか、1982年7月2日 - ）は、日本のハープ奏者（アルパ奏者。アルピスタ）。日本の作曲家。血液型AB型。
長野県南安曇郡穂高町（現・安曇野市）出身。本名、藤間 美香（ふじま みか）。旧姓、上松。（実兄は作曲家・編曲家の上松範康。夫は、作曲家・編曲家の藤間仁。）

## 略歴・人物
1994年・12歳の頃、母・クリスティーナ上松の影響でアルパに興味を持ち、習い始めることに。
4年後の1998年にパラグアイの音楽祭「グアランバレフェスティバル（フェスティバル・デ・タクアレ）」で日本人初のアルパ奏者に選ばれ特別賞を受賞。その後数々の賞を受賞し、翌年（1999年）「ラテンアメリカアルパフェスティバル」（メキシコ・メキシコシティ）に出演。その後コンサート活動を続けるが、2003年に一旦活動停止。アイルランド、パラグアイなど、世界を巡りながらアルパの世界を広げていく。
2004年7月に活動を再開。2005年にキングレコードからユニバーサルミュージックに移籍し自身作曲のアルバムをリリースした。
2006年7月、兄・範康が主宰する作曲家集団「Elements Garden」のメンバーである藤間仁と結婚。
2007年、親友の水樹奈々のライブ『NANA MIZUKI LIVE MUSEUM』を初めて見に行く。同2007年開催の『NANA MIZUKI LIVE FORMULA at SAITAMA SUPER ARENA』には初めて「Heart-shaped chant」の演奏に参加。2009年にも『NANA MIZUKI LIVE DIAMOND』に、当初は見に行くつもりであったが出演した。
2009年12月31日、水樹奈々が第60回NHK紅白歌合戦に出場。「深愛」を歌唱し、美香自身も奏者として共演した。
兄・範康によれば、譜面が読めないとのこと。このことは範康が2011年7月10日に投稿した自身のTwitterで明かされている。ちなみに範康も譜面が読めないことを告白している。また、範康はこの中で、「アルパはもともと譜面を必要としません。上松家でアルパを広めようとしたのは、譜面が読めなくたって音楽を楽しんで欲しいという気持ちがあったからです。」と記述している。
2014年12月7日、第1子となる男児を出産。
2016年6月に第2子の妊娠を公表し、10月25日に第2子の男児を出産。
2018年8月、2016年にフォーカルジストニアの診断を受けた事と出産後からの手根管症候群とフォーカルジストニアによる右手親指の不全を自身のInstagramで公表。その後2019年1月に親指の代わりに小指を用いての演奏維持が可能となった事から演奏活動の再開を発表。

## ディスコグラフィ

### アルバム
1. INOCENCIA（2000年6月7日）
2. POESIA（2001年5月23日）
3. PASION（2001年11月16日）
4. TESORITO（2002年9月4日）
5. ¡SALUD!（2003年1月22日）
6. mika AGEMATSU（2005年2月23日）
7. MAXIMA（2005年3月24日）
8. ANIPA（2006年6月21日）
9. Cruz del Sur（2007年8月22日）
10. Cavatina（2008年7月23日）
11. 上松美香ベスト Arco Iris〜虹〜（2009年5月27日）
12. 青春の輝き〜上松美香 PLAYS カーペンターズ（2009年8月26日）
13. アマネセール~夜明け~（2013年6月5日）

### シングル
- クリスマス・イブ（2001年11月16日）

### DVD
- ¡SALUD!（2003年1月22日）
- 上松美香live!-2006春-（2006年10月11日）

### 写真集
- Tierra 白い天使 - 上松美香写真集with CD（2001年5月 芳賀書店 ISBN 978-4826130530）
- Tierra 風の天使 - 上松美香写真集with CD（2001年11月 芳賀書店 ISBN 978-4826130660）

## ライブ演奏
- 『NANA MIZUKI LIVE FORMULA at SAITAMA SUPER ARENA』ゲストプレイヤーとして「Heart-shaped chant」の演奏に参加。
- 『NANA MIZUKI LIVE DIAMOND』ゲストプレイヤーとして「深愛」の演奏に参加。
- 『NANA MIZUKI LIVE GAMES 2010』ゲストプレイヤーとして「7月7日」の演奏に参加。
- 『NANA MIZUKI LIVE GRACE -ORCHESTRA-』ゲストプレイヤーとして「Heart-shaped chant」と「深愛」の演奏に両日とも参加。
- 『NANA MIZUKI LIVE CASTLE 2011』ゲストプレイヤーとして「SUPER GENERATION ―MUSEUM STYLE―」の演奏に参加。
- 『NANA MIZUKI LIVE CIRCUS 2013』ゲストプレイヤーとして「7月7日」の演奏に参加。

## レコーディング参加
- 水樹奈々（Heart-shaped chant、深愛、7月7日、SUPER GENERATION ―MUSEUM STYLE―）
- カノン（アルバム『Precious』に収録の「Eternity〜悠久〜」）
- DEENのカバーアルバム（『和音〜Songs for Children〜』に収録の切手のないおくりもの）
- JR西日本（宇野線「La Malle de Bois」車内BGM[12]）

## タイアップ
- 光の記憶 BSジャパン写真家たちの日本紀行 〜未来に残したい情景〜

## 作品提供
- 水樹奈々「7月7日」（作曲、2010年）
- 水樹奈々「愛の星 -two hearts-」（2014年、藤間仁と共同編曲）